# Buur Raariile
Der Berg Buur Raariile (auch: Rarile) ist ein Gipfel in Somalia. Er ist 1834 m hoch und befindet sich im Somali-Hochland in Nord-Somalia. Er liegt in der Region (gobolka) Awdal und gehört zur Bergkette Buuraha Dhibi Adad. Er liegt nordöstlich der Provinzhauptstadt Boorama.